# Потап (музыкант)
Алексе́й Андре́евич Пота́пенко (укр. Олексій Андрійович Потапенко; род. 8 мая 1981, Киев, более известный под псевдонимом Пота́п) — украинский певец, рэпер, музыкальный продюсер, композитор, поэт, режиссёр, сценарист, телеведущий, мастер спорта по водному поло, заслуженный артист Украины (2020), тренер вокального шоу на 1+1 «Голос країни» и учредитель продюсерского центра MOZGI Entertainment. Участник и продюсер таких музыкальных коллективов, как «Потап и Настя», «Время и Стекло», MOZGI и др., вместе с которыми написал и выпустил более 300 песен.

## Биография
Родился 8 мая 1981 года в Киеве.
Отец — Андрей Алексеевич Потапенко (род. 17 января 1956) — военный. Мать — Людмила Анатольевна Потапенко (род. 9 февраля 1958) — чемпионка мира по подводному плаванию в эстафете. Алексей с детства занимался плаванием, затем — водным поло, где достиг звания мастера спорта. 
Имеет два высших образования: первое — учитель физкультуры и тренер по водному поло и плаванию (Национальный университет физического воспитания и спорта Украины); Второе — Магистр экономических наук, предпринимательской деятельности и аудита (Киевский национальный экономический университет).

### Музыкальная карьера
В 2000—2006 годах был участником рэп-коллектива «ВуЗВ» (Вхід у Змінному Взутті). Песня Потапа «На своей Волне» стала саундтреком к фильму «Один за всех», а его песня Штольня, записанная совместно с группами New’Z’Cool и XS стала официальным саундтреком к первому украинскому одноимённому ужастику.
В 2006 году совместно с Анастасией Каменских создал дуэт «Потап и Настя», в котором Потапенко являлся продюсером, исполнителем, автором текстов и музыки, режиссёром и сценаристом клипов. Дуэт дебютировал с песней «Не пара», которая стала международным хитом. Через год Потапенко стал лауреатом фестиваля «Новые песни о главном» как автор хита. В 2008 году дуэт выпустил альбом «Не пара».
В 2009-м «Потап и Настя» выпустили второй альбом под названием «Не люби мне мозги», включающий треки «На районе» («На раёне»), «Новый год», «Чипсы, чиксы, лавандос». Самой же популярной композицией альбома стала песня «Чумачечая весна».
Потапенко и Каменских завоевали награды «Золотой граммофон», «Песня года», «RU.TV», «Премия Муз-ТВ». Песни «Если вдруг тебя не станет» и «Мы отменяем конец света» прозвучали в сериале «Дневник доктора Зайцевой».
В 2013 вышел третий альбом «Всё пучком». Одноимённая песня получила премию «Золотой Граммофон — 2014» и долго держалась в топе музыкальных чартов вместе с песней «Уди Уди».
Группа стала призёром различных музыкальных фестивалей. В 2017 году «Потап и Настя» были награждены почётной премией М1 «За вклад и развитие отечественного шоу бизнеса».
В 2014 году стартовал проект Mozgi, где Потапенко занял должность продюсера, автора и исполнителя песен, композитора, режиссёра и сценариста клипов. С 2015-го по 2018-й MOZGI получили 5 номинаций на премии Yearly Ukrainian National Awards и 4 — на M1 Music Awards, победив в последней дважды.

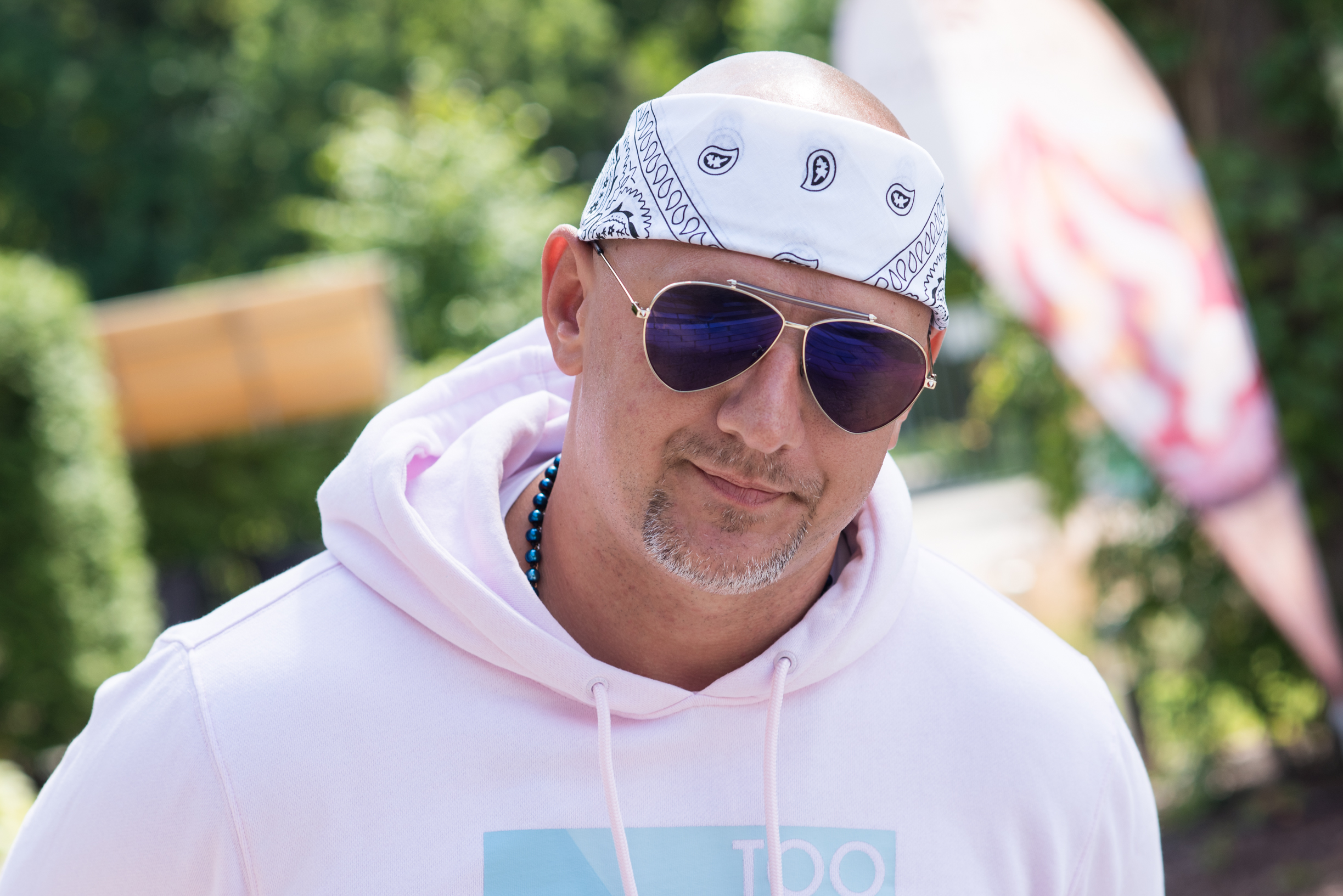
Потап на фестивале «Лайма. Рандеву. Юрмала 2017»

В 2017 году участники начали собственные сольные проекты: ПТП и NK | Настя Каменских соответственно. Первый сольный альбом ПТП «Спелые сливы ЕР» вышел 3 ноября. При поддержке Потапенко у Каменских вышли песни «#этомояночь», совместно написанная украиноязычная песня «Тримай», «Дай мне», на испанском и английском языках Peligroso, LOMALA и «Попа, как у Ким». «Тримай» получила музыкальную награду YUNA 2019 как главный эстрадный хит года. Peligroso шесть недель находился в топ чарте 25 лучших песен мира в категории «тропических песен» по версии Billboard.

### Продюсирование
Потапенко руководит продюсерским центром «MOZGI Entertainment», который представляет группу MOZGI, группу «Время и Стекло», певиц Мишель Андраде и INGRET.
В 2019 году клип группы MOZGI «Полюбэ» был номинирован на премию Berlin Music Video Awards.
В 2015 музыкальные проекты «MOZGI Entertainment» были представлены в следующих номинациях: «Хит года» («Время и Стекло» — «Имя 505», Потап и Настя — «Бумдиггибай»), «Группа года» («Время и Стекло», Потап и Настя), «Проект года» («Mozgi», Потап и Настя feat. Бьянка), «Клип года» («Время и Стекло» — «Имя 505», Потап и Настя — «Бумдиггибай»). Победа досталась в номинациях: «Хит года» получили «Время и Стекло» — «Имя 505», «Группа года» — Потап и Настя, специальную награду хит-парада «Золотой граммофон», общего проекта «М1» и радиостанции «Русское Радио Украина» получили также Потап и Настя. Помимо этого, Потапенко получил награду в номинации «Продюсер», а лучшим режиссёром монтажа был признан Дмитрий Архипович, сотрудник «MOZGI Production».

### Саундтреки
В 2011 году Потапенко написал песню «Выкрутасы» для саундтрека одноимённого фильма.
В 2014 году Потапенко и Каменских озвучили Бивня и Пружинку — героев немецкого мультфильма «Седьмой гном», а также исполнили к мультфильму две песни.
В 2018 году вышел фильм «Безумная свадьба». Потапенко принял участие в съёмках и записал саундтрек, включающий две композиции, впоследствии ставшие хитами: песню «Найкращий день» исполненную в дуэте с Олегом Винником и «Промінь», которую исполнили звезды MOZGI Entertainment. Обе композиции были номинированы на награду «Проект года» по версии М1 2018.

## Общественная позиция
В феврале 2022 года выступил с осуждением вторжения России на Украину. В марте 2022 года записал видеообращение, в котором критиковал оправдывающего российское вторжение на Украину Сергея Безрукова. В апреле 2022 года Потапу был запрещён въезд в Россию на 50 лет.

## Личная жизнь
- Первая жена — Ирина Горовая[укр.] (с 2000 г. до 2014 г.), продюсер. Супруги не жили вместе 5 лет и в 2014 г. официально развелись[34].
  - Сын — Андрей Потапенко (род. 6 сентября 2008).
- Вторая жена — Анастасия Каменских (с 2019). Слухи о романе с Каменских появились ещё в начале 2010-х годов, когда певец официально был женат, но официально подтвердились лишь в 2019 году[35][36].

## Телевидение
Карьера Потапенко на телевидении началась с шоу «Наші в Сочи» на телеканале М1. Участник шоу «Голос страны» и «Лига смеха».
Список программ:
- «Наші в Сочи» (М1) — ведущий (2007)
- «Караоке против Народа» (М1) — ведущий (2008—2009)
- «Guten Morgen» (М1) — ведущий (2009—2010)
- «Я люблю Украину» (1+1) — ведущий (2010)
- «Суперзвезда» (1+1) — в качестве жюри (2010)
- «Телезвезда» (ТРК Украина) — ведущий (2010)
- 15-летие канала 1+1 — ведущий (2010)
- «ГПУ» (1+1) — ведущий (2010—2011)
- «Звезда + Звезда» (1+1) — два сезона в качестве жюри (2010—2011)
- «Битва хоров» (Россия-1) — ведущий (2013)
- «Голос. Дети» — наставник (2015)

## Фильмография
- 2005 — Один за всех
- 2008 — Красная шапочка — волк
- 2010 — Новогодние сваты — камео
- 2011 — Небесные родственники — камео
- 2012 — Ржевский против Наполеона — гопник
- 2013 — 1+1 Дома — камео
- 2013 — Зайцев + 1 — ведущий
- 2018 — Безумная свадьба — отец Евлампий
- 2020 — Безумная свадьба 2 — отец Евлампий
- 2021 — Безумная свадьба 3 — отец Евлампий

## Видеоклипы
- Потап — Шиворот навыворот (2005)
- Потап — На своей волне (2005)
- Потап и Настя — Без любви (2006)
- Потап, New'Z'cool, Юго — Клуб (2006)
- Потап и Настя — Непара (2007)
- Потап и Настя — Крепкие орешки (2007)
- Потап и Настя — Внатуре (2007)
- Потап, Дядя Вадя, Юго — Наташа (2007)
- Потап и Настя — Разгуляй (2008)
- Потап, Дядя Вадя, Юго — Я помню (2008)
- Потап, дядя Вадя, Юго - Руки Вверх(2008)
- Потап и Настя — Почему (2008)
- Потап и Настя — На раЁне (2008)
- Потап и Настя — Не люби мне мозги (2009)
- Потап feat. New’Z’cool, Дядя Вадя, Юго — Качаем (2009)
- Потап и Настя — Новый год (2009)
- Потап и Настя — Край ми э ривер (2010)
- Потап и его команда — Лето (2010)
- Потап и его команда — Море пенится (2010)
- Потап и Вера Брежнева — Пронто (2010)
- Потап и Настя — Выкрутасы (2011)
- Потап и Настя — Чумачечая весна (2011)
- Потап и Настя — Мы отменяем К. С. (2011)
- Потап и Настя — Если вдруг (2011)
- Аркадий Лайкин — Лайки (2012)
- Потап и Настя — Прилелето (2012)
- Потап и Настя — Улелето (2012)
- Потап и Настя — Awesome Summer (2012)
- Потап и Настя — Любовь со скидкой (2012)
- Время и Стекло feat. Потап — Слеза (2012)
- Аркадий Лайкин feat. Позитив — Сексуальный (2013)
- Аркадий Лайкин — Малименя (2013)
- Потап и Настя — РуРуРу (2013)
- Потап и Настя — Вместе (2013)
- Потап и Настя — Всё пучком (2013)
- Потап и Настя — Уди Уди (2014)
- Mozgi — Аябо (2014)
- Mozgi — Хлам (2014)
- Mozgi — Ножомпо (2015)
- Потап и Настя — Бумдиггибай (2015)
- Mozgi — Хит моего лета (2015)
- Потап и Настя feat. Бьянка — Стиль собачки (2015)
- Mozgi — Вертолёт
- Потап и Настя — Умамы (2016)
- Потап и Настя — Золотые киты (2016)
- Потап и Настя — Я……Я (Ядовитая) (2017)
- Mozgi — Атятя (2017)
- ПТП feat. ПЗТ — Малибу (2017)
- Mozgi — Але Але (2018)
- Mozgi — Влажный пляжный движ (2018)
- Mozgi — Полюбэ (2018)
- Mozgi — Digitalization (2019)
- Mozgi — Chooyka (2019)
- ПТП — Константа (2019)
- Mozgi — 999 (2019)
- Mozgi — Space Sheeps (2019)
- ПТП —China (2019)
- Mozgi — СВ2 [з к/ф «Скажене Весілля 2»]
- Потап, Олег Винник і Оля Полякова — Свят! Свят! Свят!
- Потап и Тундра — Баярд (2025)

## Режиссёр
- Потап — Шиворот навыворот (2005)
- Потап — На своей волне (2005)
- David — Big Girl Now (2006)
- Потап и Настя — Без любви (2006)
- Потап и Настя — Непара (2007)
- Queens & New’Z’cool — Озеро слёз (2007)
- Потап и Настя — Крепкие орешки (2007)
- Потап и Настя — Внатуре (2007)
- Queens & New’Z’cool — 5 элемент (2007)
- Потап и Настя — Разгуляй (2008)
- Queens & New’Z’cool — Кто-то сказал мне (2008)
- Потап и Настя — Почему (2008)
- Потап и Настя — На раЁне (2008)
- Потап feat. New’Z’cool, Дядя Вадя, Юго — Качаем (2009)
- Потап и Настя — Не люби мне мозги (2009)
- Потап и Настя — Новый год (2009)
- Потап и Настя — Край ми э ривер (2010)
- Потап и его команда — Лето (2010)
- Потап и его команда — Море пенится (2010)
- Потап и Настя — Чипсы, чиксы, лавандос (Село) (2010)
- Потап и Вера Брежнева — Пронто (2010)
- Время и Стекло — Так выпала Карта (2010)
- Потап и Настя — Выкрутасы (2011)
- Потап и Настя — Чумачечая весна (2011)
- Потап и Настя — Мы отменяем К. С. (2011)
- Потап и Настя — Если вдруг (2011)
- Время и Стекло — Любви точка нет (2011)
- Время и Стекло — Серебряное море (2011)
- Время и Стекло — Кафель (2011)
- Аркадий Лайкин — Лайки (2012)
- Нико Неман — Улетаю (2012)
- Время и Стекло feat. Потап — Слеза (2012)
- Потап и Настя — РуРуРу (2013)
- Аркадий Лайкин feat. Позитив (группа «Время и Стекло») — Сексуальный (2013)
- Потап и Настя — Вместе (2013)
- Время и Стекло — #кАроче (2013)
- Александр Коган — Кто придумал мир (2013)
- Потап и Настя — Уди Уди (2014)
- Mozgi — Аябо (2014)
- Mozgi — Хлам (2014)
- Зара — Счастье над землёй (2014)
- Время и Стекло — Имя 505 (2015)
- Время и Стекло — Песня 404 (2015)
- Mozgi — Ножомпо (2015)
- Потап и Настя — Бумдиггибай (2015)
- Mozgi — Хит моего лета (2015)
- Потап и Настя feat. Бьянка — Стиль собачки (2015)
- Mozgi — Вертолёт (2016)
- Время и Стекло — Наверно потому что (2016)
- Потап и Настя — Умамы (2016)
- Время и Стекло — На стиле (2017)
- Потап и Настя — Я……Я (Ядовитая) (2017)
- ПТП feat. ПЗТ — Малибу (2017)

## Дискография
- 2004 — Потап — «На своей волне или ано канешно потомушо шож»
- 2006 — Потап — «На другой волне или ано канешно потомушо шож»
- 2008 — Потап и Настя — «Не пара»
- 2008 — Дядя Вадя, Потап, Юго — «Мы богаче…»
- 2009 — Потап и Настя — «Не люби мне мозги»
- 2013 — Потап и Настя — «Всё пучком»
- 2015 — Потап и Настя — «Щит и Мяч»
- 2015 — Mozgi — «Электрошаурма»
- 2016 — Mozgi — «Bar»
- 2017 — Mozgi — «На Белом»
- 2017 — ПТП — «Спелые сливы»
- 2019 — ПТП — «MISHA/»
- 2019 — Mozgi — «Middle Finger»
- 2019 — ПТП — «/NINA»